# Tianlong 3
Tianlong-3 est un lanceur lourd chinois partiellement réutilisable développé par la société chinoise Space Pioneer dont le premier vol est planifié pour 2024. 

## Contexte / Historique
La société Space Pioneer fait partie de la dizaine de start-up chinoises, telles que iSpace et OneSpace, qui se sont lancées sur le marché du lancement commercial au milieu de la décennie 2010. Son objectif est de développer des lanceurs réutilisables. La société est fondée par Kang Yonglai, ancien directeur des recherches du conglomérat CALT. La société développe la famille de lanceurs Tianlong qui sont motorisés par des moteurs-fusées à ergols liquides développés en interne : Tianhuo-11 (TH-11), Tianhuo-12 et Tianhuo-13. En aout 2021, Space Pioneer commence à tester le processus de décollage et atterrissage à la verticale d'un étage de fusée. La famille de lanceurs comprend initialement un lanceur ultra-léger, baptisé Tianlong-1, qu'elle abandonne pour développer des lanceurs plus puissants. De même, elle commence par développer des moteurs-fusées brûlant de l'ergol hypergolique « vert » avant de se tourner vers des moteurs-fusées à ergols cryogéniques. 
Le premier vol d'une version provisoire de son premier lanceur, baptisé Tianlong 2 et pouvant placer 2 tonnes en orbite basse, a lieu le 2 avril 2023. Cette version du lanceur n'est pas réutilisable et les sept moteurs-fusées Tianhuo-11 du premier étage sont remplacés provisoirement par trois YF-102. Space Pioneer développe également des versions plus puissantes : la Tianlong-3 capable de placer 17 tonnes en orbite basse et la Tianlong 3 Heavy capable de placer 68 tonnes en orbite basse. Le premier vol de la Tianlong-3 est annoncé pour 2024.
Le 30 juin 2024, lors d'un test de mise à feu statique du premier étage de la fusée, celui-ci s'arrache de son banc d'essai, victime d'une défaillance structurelle, et décolle, avant que l'ordinateur de vol ne coupe ses moteurs. L'étage, encore chargé d'ergol, retombe et explose dans les montagnes à 1,5 kilomètres au sud-ouest du site d'essai à Gongyi, sans faire de victimes,. Le précédent accident similaire remonte au 6 juin 1952, lors d'un test d'une fusée américaine Viking.

## Caractéristiques techniques
Tianlong-3 est une fusée de deux étages qui est haute de 71 mètres pour un diamètre de 3,8 mètres. Sa masse au décollage est de 590 tonnes. Son premier étage, qui est réutilisable, est propulsé par des moteurs-fusées TH-1. La poussée au décollage est de 770 tonnes. Le lanceur peut placer 17 tonnes en orbite basse dans sa version non réutilisable et 14 tonnes sur une orbite héliosynchrone de 500 kilomètres. La coiffe a un diamètre de 4,2 mètres pour une hauteur de 12 mètres (10 × 3,8 mètres utilisable). Comme le lanceur Falcon 9, le premier étage revient au sol et il se pose en position verticale en s'aidant d'un train d'atterrissage déployé peu avant d'atteindre le sol,.

## Comparaison
| Caractéristique       | Tianlong 3          | Zhuque-3                                                                 | Falcon 9 1.2+                                                            | Longue Marche 5B           | Pallas-1H             | Hyperbola-3     |
| --------------------- | ------------------- | ------------------------------------------------------------------------ | ------------------------------------------------------------------------ | -------------------------- | --------------------- | --------------- |
| Société               | Chine Space Pioneer | ChineLandSpace                                                           | États-Unis SpaceX                                                        | ChineCALT                  | Chine Galactic Energy | Chine iSpace    |
| Date mise en service  | 2024                | 2025                                                                     | 2018                                                                     | 2020                       |                       |                 |
| Réutilisation         | Partielle           | Partielle                                                                | Partielle                                                                | Non                        | Non                   | Non             |
| Capacité orbite basse | 17 t                | non réutilisable : 21,3 t. retour barge 18,3 t. retour à la base 13,5 t. | non réutilisable : 22,8 t. retour barge 18,4 t. retour à la base 13,1 t. | 23 t                       | 15 t                  | 13,4 t          |
| Étages                | 2                   | 2                                                                        | 2                                                                        | 1,5                        |                       |                 |
| Hauteur et diamètre   | 71 m. ∅ 3,8 m.      | 76,6 m. ∅ 4,5 m.                                                         | 70,1 m. ∅ 3,66 m.                                                        | 53,7 m. ∅ 5 m.             |                       |                 |
| Diamètre coiffe       | ∅ 4,2 m. x 12 m.    | ∅ 5,2 m                                                                  | ∅ 5,2 m                                                                  | ∅ 5,2 m                    |                       |                 |
| Masse                 | 590 t               | 660 t                                                                    | 595 t                                                                    | 837,5 t                    |                       | 490 t           |
| Ergols                | Kérosène/Oxygène    | Méthane/Oxygène                                                          | Kérosène/Oxygène                                                         | Kérosène/Oxygène/hydrogène |                       | Méthane/Oxygène |
| Structure             | Aluminium           | Acier inoxydable                                                         | Aluminium                                                                |                            |                       |                 |